# Łebki Małe
Łebki Małe is een plaats in het Poolse district  Kolneński, woiwodschap Podlachië. De plaats maakt deel uit van de gemeente Grabowo en telt 50 inwoners.